# (2542) Calpurnia
(2542) Calpurnia est un astéroïde de la ceinture principale.

## Description
(2542) Calpurnia est un astéroïde de la ceinture principale. Il fut découvert le 11 février 1980 à la station Anderson Mesa par Edward L. G. Bowell. Il présente une orbite caractérisée par un demi-grand axe de 3,13 UA, une excentricité de 0,07 et une inclinaison de 4,6° par rapport à l'écliptique.
Il est nommé d'après Calpurnia Pisonis, la dernière épouse de Jules César.

## Compléments